# Maxime Delanghe
Maxime Delanghe (Halle, 23 maggio 2001) è un calciatore belga, portiere del Cercle Bruges.

## Carriera

### Club
Delanghe è cresciuto nel settore giovanile del PSV, dove ha giocato nella squadra riserve dal 2020 al 2022. Successivamente è passato al Lierse ed un anno più tardi al Cercle Bruges.

### Nazionale
Ha giocato nelle nazionali giovanili belghe Under-15, Under-16, Under-17, Under-18, Under-19 ed Under-21.
Nel 2023 ha partecipato agli Europei Under-21.

## Statistiche

### Presenze e reti nei club
Statistiche aggiornate al 12 dicembre 2024.
| Stagione             | Squadra              | Campionato           | Campionato | Campionato | Coppe nazionali | Coppe nazionali | Coppe nazionali | Coppe continentali | Coppe continentali | Coppe continentali | Altre coppe | Altre coppe | Altre coppe | Totale | Totale | Totale |
| Stagione             | Squadra              | Comp                 | Pres       | Reti       | Comp            | Pres            | Reti            | Comp               | Pres               | Reti               | Comp        | Pres        | Reti        | Pres   | Reti   |        |
| -------------------- | -------------------- | -------------------- | ---------- | ---------- | --------------- | --------------- | --------------- | ------------------ | ------------------ | ------------------ | ----------- | ----------- | ----------- | ------ | ------ | ------ |
| 2020-2021            | Jong PSV             | 1D                   | 20         | -40        | -               | -               | -               | -                  | -                  | -                  | -           | -           | -           | 20     | -40    |        |
| 2021-2022            | Jong PSV             | 1D                   | 13         | -22        | -               | -               | -               | -                  | -                  | -                  | -           | -           | -           | 13     | -22    |        |
| Totale Jong PSV      | Totale Jong PSV      | Totale Jong PSV      | 33         | -62        |                 | -               | -               |                    | -                  | -                  |             | -           | -           | 33     | -62    |        |
| 2022-2023            | Lierse               | D2                   | 18         | -38        | CB              | 0               | 0               | -                  | -                  | -                  | -           | -           | -           | 18     | -38    |        |
| 2023-2024            | Cercle Bruges        | D1                   | 0          | 0          | CB              | 1               | -2              | -                  | -                  | -                  | -           | -           | -           | 1      | -2     |        |
| 2024-2025            | Cercle Bruges        | D1                   | 8          | -13        | CB              | 0               | 0               | UEL+UECL           | 1+5                | 0,-5               | -           | -           | -           | 14     | -18    |        |
| Totale Cercle Bruges | Totale Cercle Bruges | Totale Cercle Bruges | 8          | -13        |                 | 1               | -2              |                    | 5                  | -5                 |             | -           | -           | 14     | -20    |        |
| Totale carriera      | Totale carriera      | Totale carriera      | 59         | -113       |                 | 1               | -2              |                    | 5                  | -5                 |             | -           | -           | 65     | -120   |        |